# Star Wars: The Force Awakens
Star Wars: The Force Awakens (også kendt som Star Wars Episode VII: The Force Awakens) er en amerikansk science fiction-film fra 2015, der er den syvende spillefilm i Star Wars-sagaen. Filmen er instrueret af J.J. Abrams, mens skuespillerne blandt andet tæller Harrison Ford, Mark Hamill, Carrie Fisher, Adam Driver, Daisy Ridley, John Boyega, Oscar Isaac, Lupita Nyong'o, Andy Serkis, Domhnall Gleeson, Anthony Daniels, Peter Mayhew og Max von Sydow. Historien foregår ca. 30 år efter begivenhederne i Star Wars Episode VI: Jediridderen vender tilbage (1983), hvor Oprørsalliancen og Det Galaktiske Imperium er blevet til hhv. Modstandsbevægelsen (Resistance) og Den Første Orden (First Order), og følger de nye hovedpersoner Finn, Rey og Poe Dameron sammen med personer fra de tidligere Star Wars-film.
Filmen er den første i en tredje Star Wars-trilogi, der blev annonceret efter, at The Walt Disney Company overtog den hidtidige producent Lucasfilm i 2012. Producenter på filmen er J.J. Abrams, hans mangeårige partner Bryan Burk og Lucasfilms bestyrelsesformand Kathleen Kennedy. Abrams har desuden skrevet manuskriptet sammen med Lawrence Kasdan, der også var medforfatter til Star Wars Episode V: Imperiet slår igen og Star Wars Episode VI: Jediridderen vender tilbage. Filmmanus blev udarbejdet af Michael Arndt. John Williams, der stod for musikken på de seks foregående film, gjorde det også denne gang. George Lucas, der skabte Star Wars, fungerede som kreativ konsulent i de tidlige stadier men medvirkede ikke derudover.
Star Wars: The Force Awakens blev produceret af Lucasfilm og Abrams Bad Robot Productions, og bliver distribueret verden over af Walt Disney Studios Motion Pictures. De sekundære optagelser til filmen begyndte i april 2014 i Abu Dhabi og Island, mens de primære optagelser fandt sted mellem maj og november 2014 i Abu Dhabi, Irland og Pinewood Studios i England. Filmen havde premiere 14. december 2015. Kritikerne sammenlignede den positivt med den oprindelige trilogi og roste dens actionscener, figurer og emotionelle drama. Disney bakkede op om filmen med en ekstensiv marketingskampagne, og den satte efterfølgende flere rekorder, blandt andet den mest indbringende premiere og den hurtigste til at tjene mere end 1 mia. USD. I alt indbragte filmen mere end 2 mia. USD, hvilket gjorde den til den mest indbringende film fra 2015 og den da tredjemest indbringende film til alle tider. Filmen blev desuden nomineret til en række priser, hvoraf den fik prisen for bedste visuelle effekter ved British Academy Film Awards.
Den næste film i den nye trilogi, Star Wars: The Last Jedi, havde premiere 9. december 2017, mens den afsluttende film, Star Wars: The Rise of Skywalker, havde premiere 16. december 2019.

## Handling
Omkring tredive år efter ødelæggelsen af den anden Dødsstjerne under slaget ved Endor er Luke Skywalker, den sidste jedi, forsvundet. Den Første Orden, en efterfølger til det faldne Galaktiske Imperium, leder efter ham, og det samme gør Modstandsbevægelsen, en militærstyrke der støttes af Republikken, og som ledes af Lukes tvillingsøster general Leia Organa.
I en landsby på planeten Jakku mødes modstandspiloten Poe Dameron med landsbyens ældste, Lor San Tekka, for at få et kort med koordinaterne på, hvor Luke Skywalker er. Stormtroopers under ledelse af den mystiske Kylo Ren angriber og ødelægger landsbyen, før de fanger Poe. Hans droide, BB-8, undslipper med kortet gemt i en hukommelsesenhed og støder på en klunser ved navn Rey ved en beboelse ved et skrotområde.
Ren torturerer Poe for at få ham til at afsløre hvor BB-8 er, men stormtrooper FN-2187, der føler sig frastødt af Den Første Ordens brutalitet, beslutter sig for at desertere og befrier Poe. Deres stjålne TIE-fighter styrter ned på Jakku, og stormtrooperen, som Poe har døbt "Finn", er tilsyneladende eneste overlevende. Han finder vej til den nærmeste beboelse, og da han støder på Rey og BB-8, hævder han at være en del af Modstandsbevægelsen. Den Første Orden sporer Finn til beboelsen og iværksætter et luftangreb, så Rey, Finn og BB-8 må stjæle et nedslidt rumskib, Tusindårsfalken, og flygter fra planeten.
Skibet bryder sammen, og de strander i rummet, men de bliver snart efter bjærget af Tusindårsfalkens ejer Han Solo og Chewbacca. Han forklarer, at Luke forsøgte at genopbygge Jedi-ordenen efter slaget ved Endor, men at en elev gik over til den mørke side og blev til Kylo Ren, der ødelagde alt, hvad Luke havde skabt. Luke forsvandt, efter sigende i søgen efter det mistede første jeditempel. De bliver angrebet af dødspatruljer fra Guavian- og Kanjiklub-banderne og flygter, men et overlevende medlem af dødspatruljerne informerer Den Første Orden om, at Han og Chewbacca har BB-8.
På Starkiller Base, en planet der er omdannet til et supervåben i stand til at ødelægge hele solsystemer, får Ren at vide af Den Første Ordens Øverste Leder Snoke, at for at overvinde den lyse side må han dræbe sin far, Han Solo. Snoke giver desuden general Hux ordre til at bruge supervåbenet for første gang. Det bliver brugt mod Hosnian-systemet, sæde for Republikkens senat, og Hux kalder det for enden på republikken.
På planeten Takodana møder Tusindårsfalkens besætning Maz Kanata, der kan hjælpe BB-8 med at nå Modstandsbevægelsen, men Finn beslutter sig for, at han hellere vil flygte på egen hånd. Rey finder vej til en kælder og finder Anakin Skywalkers lyssværd. Hun får en mystisk vision og viger tilbage i forfærdelse, idet hun afslår Maz' forsøg på at give hende lyssværdet. I stedet tager Finn det for en sikkerheds skyld. Den Første Orden angriber, men Han, Chewbacca og Finn bliver reddet af en eskadrille af Modstandsbevægelsens X-wing-jagere under ledelse af Poe. Rey bliver taget til fange af Ren, der forsøger at stjæle kortet fra Reys hukommelse, men hun er i stand til at modstå ham og bruger senere jedi-tanketricks til at undslippe fra sin celle.
Han, Chewbacca, Finn og BB-8 bliver bragt til Modstandsbevægelsens base på D'Qar, hvor de bliver genforenede med Leia og de to droids C-3PO og R2-D2, hvoraf sidstnævnte har været inaktiv, siden Luke forsvandt. Da Starkiller Base gør sig klar til at skyde på D'Qar, udtænker Modstandsbevægelsen en plan, hvor de lander på Starkiller Base og sænker planetskjoldene, så deres jagere kan angribe supervåbenets svage punkt. Han, Chewbacca og Finn infiltrerer basen, sænker skjoldene og genforenes med Rey, men Poes X-wing-eskadrille kan ikke trænge igennem, så Han og Chewbacca opsætter sprængstoffer til at skabe en åbning. Han opdager Ren og konfronterer ham for at få sin søn til at droppe den mørke side. Men til trods for at blive kaldt "Ben", dræber Ren Han, hvis krop falder ned i reaktoren nedenunder. Chewbacca skyder på Ren, før han sætter gang i eksplosionerne. X-wing-jagerne angriber våbenet og starter en kædereaktion, der i sidste ende ødelægger Starkiller Base.
Den sårede Ren forfølger Finn og Rey til overfladen, hvor Finn prøver at kæmpe mod ham med Anakins lyssværd. Da Finn bliver såret, tager Rey lyssværdet og overvinder Ren med kraften og kvæster ham desuden, før de bliver adskilt af et jordskred. Snoke giver Hux ordre om at evakuere basen og bringe den sårede Ren til ham. Rey, Finn og Chewbacca undslipper på Tusindårsfalken, mens planeten eksploderer. Modstandsbevægelsen fejrer deres sejr på D'Qar, mens Leia, Chewbacca og Rey sørger over tabet af Han. Pludseligt tænder R2-D2 og viser sig at have resten af kortet. Rey, R2-D2 og Chewbacca følger kortet til en ø i havet på en fjern planet, hvor Rey finder Luke og vil give ham hans fars lyssværd.

## Medvirkende

### Hovedpersoner
- Harrison Ford som Han Solo,[14] en smugler og gammelt medlem af Oprørsalliancen.

Ford sagde om rollen, at "Han går ikke efter tage Obi-Wans position, ligesom jeg heller ikke går efter at blive den nye tids Alec Guinness. Hans udvikling svarer til karakteren, og der er følelsesmæssige elementer, der har påvirket det." Han tilføjede at "Der er stadig en masse slyngel tilbage i Solo. Nogle ting ændrer sig ikke."
- Mark Hamill som Luke Skywalker,[14] den sidste jedi, der nu er gået i skjul.

Abrams sagde om Luke, Han og Leia: "De vil være lige så gamle og mytiske som historien om Kong Arthur. De vil være personer, folk måske har hørt om, men måske ikke. De vil være personer, som de måske tror eksisterede eller bare lyder som et eventyr." Hamill var til at begynde med skeptisk overfor afsløringen af Luke til slut i filmen men anså senere hans begrænsede medvirken som "en stor overraskelse". Abrams tilføjede at filmens slutning var tænkt som "den her store, lange trommen før man ser den her fyr."
- Carrie Fisher som Leia Organa,[24] general i Modstandsbevægelsen og prinsesse af den ødelagte planet Alderaan.[25]

Efter begivenhederne i Star Wars Episode VI: Jediridderen vender tilbage beskrives hun som værende "lidt mere krigstræt, lidt mere hjerteknust." Fisher beskrev Leia som "ensom. Under en masse pres. Engageret som altid for hendes sag, men jeg kunne forestille mig, at hun føler sig noget ydmyget, træt og irriteret." Abrams sagde at "Oddsene er høje for hende i historien, så der er ikke så meget sjov, når det gælder Leia."
- Adam Driver[14] som Kylo Ren. Han og Leias søn og Lukes tidligere elev, der blev stærk i kraften men blev forledt til den mørke side af Øverste Leder Snoke. Han er medlem af Knights of Ren og en højtstående leder i Den Første Orden.[28] [29]

Driver sagde at holdet prøvede på "ikke at tænke på ham som slem, ond eller en skurk. Noget der var mere tredimensionelt. Han er mere farlig og uforudsigelig og moralsk berettiget til at gøre, hvad han mener er det rigtige."
- Daisy Ridley som Rey,[14][31] en klunser der blev efterladt på ørkenplaneten Jakku som barn, og som voksen viser sig at have talent for kraften.[32][33]

Ridley sagde om rollen: "Hun er fuldstændig selvforsynende og gør alt for sig selv, indtil hun møder [Finn], og eventyret begynder."
Cailey Fleming spiller Rey som barn.
- John Boyega som FN-2187 / Finn,[14][31] en deserteret stormtrooper.[33][35]

Boyega fortalte, at han blev klar over, at han havde fået rollen ved en frokost i Myfair, hvor Abrams sagde: "John, du er den nye stjerne i Star Wars." I et andet interview sagde han at: "Når vi finder Finn, er han i stor fare. Og måden han reagerer på overfor faren, ændrer hans liv og sender ham ind i Star Wars-universet på en meget unik måde." Han sagde desuden at "Han har lært om [Luke], han kender hans historie. For ham er det som at komme i hæren og lære om en af landets største fjender."
- Oscar Isaac som Poe Dameron,[14][31] en X-wing-pilot fra modstandsbevægelsen.[33][38]

Isaac sagde om rollen: "Han er den bedste originale pilot i galaksen... Han er blevet sendt på en mission af en hvis prinsesse, og han ender med at støde på [Finn], og deres skæbner er for evigt knyttet sammen."
- Lupita Nyong'o[14] som Maz Kanata, en vis gammel kvinde der driver en lidt tvivlsom kantine på den fredelige skovplanet Takodana.[39][40]

Nyong'o sagde om Kanata: "Hun har levet i over tusind år. Hun har haft det her vandhul i omkring et århundrede, og det er ligesom enhver anden bar, du vil finde i et hjørne af Star Wars-universet." Ifølge Abrams er figuren baseret på hans gymnasielærer i engelsk, Rose Gilbert, der underviste på Palisades Charter High School fra 1961 til 2013. Abrams sagde at holdet "virkelig ønskede at historien skulle føles autentisk, selvom den er vild fantasi. Jeg nævnte Rose ved et tidligt historiemøde som en form for tidløs vis figur, som jeg faktisk har mødt i mit liv."
- Andy Serkis[14] som Den Øverste Leder Snoke,[43] Kylo Rens mester og en magtfuld person på den mørke side.[32][44]

Serkis beskrev figuren som "...en ret så gådefuld figur og mærkelig sårbar samtidig med at være ret så stærk..." Om Snokes udseende tilføjede Serkis at "Han er stor. Han forekommer høj. Og bare ansigtstrækkene - du kunne ikke være kommet der med proteser (...) Uden at sige for meget på dette tidspunkt, så har han en meget karakteristisk, særegen knogle- og ansigtsstruktur."
- Domhnall Gleeson[14] som General Hux, leder af Den Første Ordens primære base, Starkiller Base.[46]

Gleeson beskrev Hux med ordene: "Han er meget ubarmhjertig. En stærk disciplinær for at sige det mildt... Han er på en måde modsat af Kylo Ren. De har deres eget forhold, der er individuelt og usædvanligt. Den ene af dem er stærk på andre måde end den anden. De går begge efter magt."
- Anthony Daniels som C-3PO, en protokoldroide der arbejder for Leia Organa.[14]

Daniels fortalte, at rollen var åben for eksperimenter fra skuespillerne og tilføjede, at Abrams "lavede et område, en kravlegård hvor du kunne tage dig tid og foreslå ting..."
- Peter Mayhew som Chewbacca, en loyal wookie og Han Solos mangeårige andenpilot.[14]

I nogle af actionscenerne blev rollen spillet af Joonas Suotamo, mens Ian Whyte udførte stunts, da Mayhew havde problemer med knæet. Filmen blev den sidste i serien, hvor Mayhew spillede rollen fysisk, før han overlod den til Suotamo.
- Max von Sydow[14] som Lor San Tekka,[14][51] en ældste på Jakku der hjælper Modstandsbevægelsen med at finde Luke.[52]

### Bipersoner
- Gwendoline Christie[14] som kaptajn Phasma, leder af Den Første Ordens stormtroopers.[53]
- Ken Leung som Statura, en admiral der leder Modstandsbevægelsen.[54]
- Simon Pegg som Unkar Plutt, en skrothandler på Jakku.[46][55]
- Greg Grunberg som Temmin "Snap" Wexley, en X-wing-pilot.[56][57]
- Tim Rose som Admiral Ackbar, en rolle han også havde i Star Wars Episode VI: Jediridderen vender tilbage.[34]
- Erik Bauersfeld som Admiral Ackbars stemme, en rolle han også havde i Star Wars Episode VI: Jediridderen vender tilbage. Denne optræden blev Bauersfelds sidste filmrolle før hans død i april 2016.[34]
- Kiran Shah som Teedo, en klunser på Jakku der rider en semimekanisk luggabeast.[58][59]
- Mike Quinn som Nien Nunb, en rolle han også havde i Star Wars Episode VI: Jediridderen vender tilbage.[34]
- Kipsang Rotich som Nien Nunbs stemme, en rolle han også havde i Star Wars Episode VI: Jediridderen vender tilbage.[34]
- Jessica Henwick som Jess "Testor" Pava eller Jess Testor, en X-wing-pilot.[60][61][62]
- Yayan Ruhian, Iko Uwais og Cecep Arif Rahman som Tasu Leech, Razoo Qin-Fee og Crokind Sand, medlemmer af den kriminelle organisation Kanjiklub Gang.[63][64][65]
- Brian Vernel som Bala-Tik, lederen af Guavian Death Gang.[66][67]
- Warwick Davis som Wollivan, en kantinegæst i Maz Kanatas slot.[68][69]
- Anna Brewster som Bazine Netal, en spion for Den Første Orden i Maz Kanatas slot.[70]
- Thomas Brodie-Sangster som Thanisson, en officer i Den Første Orden.[71]
- Kate Fleetwood som Unamo, en officer i Den Første Orden.[72]
- Billie Lourd som Connix, en løjtnant i Modstandsbevægelsen.[73][74]
- Maisie Richardson-Sellers som Korr Sella, et medlem af Modstandsbevægelsen.[75]
- Harriet Walter som Kalonia, en læge der tager sig af Chewbacca.[76][77]
- Mark Stanley som en Knight of Ren.[77]
- Sebastian Armesto som løjtnant Mitaka, en officer i Den Første Orden.[34]
- Pip Torrens som oberst Kaplan, en officer i Den Første Orden.[34]
- Daniel Craig, Michael Giacchino og Nigel Godrich i cameos som stormtroopers.[78][79]
- Morgan Dameron, Abrams' assistent, som officer i Modstandsbevægelsen.[80]
- Gerald W. Abrams som kaptajn Cypress.[81]
- Andrew Jack, filmens træner i dialekt, som major Ematt, en officer i Modstandsbevægelsen.[82]
- Liang Yang som stormtrooper FN-2199, der kalder Finn for forræder under slaget på Takodana.[83]
- David Acord som stormtrooper FN-2199's stemme.[83]

Emun Elliott, Crystal Clarke, Pip Andersen, Christina Chong, Miltos Yerolemou, Amybeth Hargreaves, Leanne Best,Harriet Walter, Judah Friedlander og Kevin Smith medvirker i mindre roller.
Abrams har en cameo med sin stemme, idet han synger Jabba Flow og Dobra Doompa sammen med Lin-Manuel Miranda. Ewan McGregor har en ikke-krediteret cameo med sin stemme som Obi-Wan Kenobi i Reys vision, hvor der også er benyttet gamle lydoptagelser af Frank Oz og Alec Guinness som henholdsvis Yoda og Kenobi. Oz indtalte ellers ny dialog til filmen, men den blev erstattet af ældre optagelser fra Star Wars Episode V: Imperiet slår igen. Endvidere har Dee Bradley Baker, Matt Lanter, Tom Kane, Catherine Taber, Matthew Wood, Sam Witwer, Meredith Salenger, James Arnold Taylor og Dave Filoni fra tegnefilmserierne Star Wars: The Clone Wars og Star Wars Rebels samt Michael Donovan, Devon Libran, Elle Newlands, Terri Douglas, Robert Stambler, Verona Blue, TJ Falls, Michelle Rejwan, Eugene Byrd, Fred Tatasciore, David Collins, Amanda Foreman, Christopher Scarabosio, Patrick Correll, Karen Huie, Orly Schuchmacher, Emily Towers, Jonathan Dixon, Kat Sheridan, Mark Dodson og Christian Simpson bidraget med stemmer til filmen.
Kenny Baker fungerede som konsulent for droiden R2-D2. Baker havde spillet rollen i de foregående film men var ikke i stand til at gøre det denne gang, så i stedet spillede Jimmy Vee noget af den. Dave Chapman og Brian Herring fungere som dukkeførere for droiden BB-8, mens Bill Hader og Ben Schwartz fungerede som stemmekonsulenter for den.

## Produktion

### George Lucas
George Lucas, der skabte Star Wars, diskuterede flere gange ideer til en opfølgende trilogi efter afslutningen på den oprindelige trilogi, men benægtede at have i sinde at lave den. I oktober 2012 solgte han imidlertid sit produktionsfirma Lucasfilm og med det Star Wars-franchiset til Disney. Ved den lejlighed udtalte han i selskab med Lucasfilms nye bestyrelsesformand Kathleen Kennedy: "Jeg har altid sagt, at jeg ikke ville lave mere, og det er sandt, fordi jeg ikke kommer til at lave mere. Men det betyder ikke, at jeg er uvillig til at overlade det til Kathy at lave mere."
Da arbejdet med filmene efterfølgende gik i gang, fungerede Lucas som kreativ konsulent og deltog som sådan i de første møder om historien. Til Bloomberg Businessweek fortalte han: "Jeg siger mest 'Du kan ikke gøre det her. Du kan gøre det der.' Du ved, 'Bilerne her ikke hjul. De flyver med antityngdekraft.' Der er en million små dele. Eller jeg kan sige, 'Han har ikke styrken til at gøre det der, eller han behøver at gøre det her.' Jeg ved alt om de ting." Lucas' søn Jett Lucas fortalte The Guardian, at hans far var "meget splittet" over at have solgt rettighederne til franchiset til trods for at have håndplukket J.J. Abrams som instruktør, og at hans far var "der for at vejlede", men at "han ønskede at lade det gå og blive den nye generations". Blandt de ting Lucas havde overdraget til produktionsholdet var rå skitser til historier, som Lucas havde udviklet, mens han selv overvejede at lave Episode VII-IX år tidligere, og som han ønskede kun blev læst af Kennedy, Bob Iger, Alan Horn og Kevin Mayer. I januar 2015 oplyste Lucas imidlertid, at Disney havde valgt ikke at bruge hans ideer til historier, og at han ikke havde mere med filmen at gøre.
I november 2015 sagde Lucas i et interview med CBS News forud for filmens premiere, at Disney ikke var så ivrige efter at involvere ham og indrømmede, at "Hvis jeg bliver involveret, kommer jeg bare til at skabe problemer, fordi de ikke vil gøre, hvad jeg vil have dem til, og jeg ikke længere har magten til at gøre det længere, og alt det ville resultere i var at ødelægge det hele." Han sagde desuden, at: "De ønskede at lave en retro-film. Jeg kan ikke lide det. Ved hver eneste film har jeg arbejdet meget hårdt på at lave dem forskellige (...) Jeg laver dem helt forskellige - forskellige planeter, forskellige rumskibe for at gøre det nyt." I begyndelse at december fortalte Kathleen Kennedy dog The Hollywood Reporter, at Lucas havde set filmen og kunne lide den. Ved Kennedy Center Honors blev Lucas spurgt om sin mening om filmen: "Jeg tror, fansene vil komme til at elske den, det er i høj grad den slags film, de har kigget efter."

### Udvikling
Det første filmmanus til Episode VII blev skrevet af Michael Arndt over en periode på otte måneder. I de tidlige udkast dukkede Luke Skywalker op midt i filmen, men Arndt fandt at "Hver gang Luke kom ind i filmen, overtog han den bare. Pludselig tager du dig ikke længere af din hovedperson." I stedet blev Luke den, som hovedpersonerne leder efter, men som først viser sig i den sidste scene. Arndt udviklede også noget af baggrundshistorien for de tilbagevendende figurer fra den oprindelige trilogi, for eksempel hvordan Leia var instrumental i etableringen af den nye republik efter imperiets fald, indtil hun faldt i unåde, da det kom offentligt frem, at Darth Vader var hendes biologiske far. Det kom senere til at indgå som en central del af handlingen i romanen Star Wars: Bloodline.
Mens arbejdet med manuskriptet stod på, var der overvejelser om, hvem der skulle instruere filmen, og blandt andet David Fincher, Brad Bird,  Guillermo del Toro blev også overvejet, men han havde travlt med egne projekter. Jon Favreau, Ben Affleck og Guillermo del Toro var på tale. Efter et forslag fra Steven Spielberg til Kennedy, blev J.J. Abrams valgt som instruktør af Star Wars Episode VII i januar 2013 med Lawrence Kasdan og Simon Kinberg som projektkonsulenter.
Til trods for at Arndt allerede havde arbejdet på manuskriptet gennem mange måneder, så havde han brug for 18 mere, hvilket var mere end Disney eller Abrams kunne give ham. 24. oktober 2013 blev det så annonceret, at Arndt forlod projektet, og at Kasdan og Abrams overtog arbejdet med manuskriptet. Abrams gav udtryk for bekymringer for tidsplanen som følge af skiftet af forfatter, men var dog efterfølgende lettet, da premieren blev annonceret til december 2015 i stedet for til sommeren 2015, som det tidligere havde været på tale. Abrams og Kasdan planlagde historien, mens de gik lange ture steder som Santa Monica, New York City, Paris og London. Det første udkast blev færdiggjort på seks uger. Abrams sagde, at nøglen for filmen var at vende tilbage til rødderne for de første Star Wars-film og lægge mere vægt på følelser end forklaringer. I januar 2014 bekræftede Abrams, at manuskriptet var færdigt.
Et fiktivt sprog blev udviklet af YouTube-stjernen Sara Maria Forsberg, der blev kontaktet efter at hendes video What Languages Sound Like To Foreigners var blevet et viralt hit. Forsberg udviklede sproget ved at studere euroasiatiske sprog, herunder hindi og Gujarati.
I april 2014 gjorde Lucasfilm det klart, at Episode VII - IX ikke vil have historier fra Expanded Universe, men at andre elementer kunne blive inkluderet sådan som i den nye tegnefilmserie Star Wars Rebels.
Abrams fastslog, at han med vilje undlod visse elementer i Episode VII, så som Finn og Reys efternavne og deres baggrunde. Kennedy indrømmede, at "vi har ikke hver eneste detalje på plads endnu", men sagde, at Abrams samarbejdede med instruktøren på Episode VIII (Star Wars: The Last Jedi), Rian Johnson, der igen ville samarbejde med den daværende instruktør på Episode IX (Star Wars: The Rise of Skywalker), Colin Trevorrow, for at sikre en glidende overgang og at "alle får noget at sige med hensyn til, hvordan vi bevæger os fremad med det." Daisy Ridley erindrede dog senere, at J.J. Abrams havde skrevet udkast til Episode VIII og IX.

### Førproduktion
I maj 2013 blev det bekræftet, at produktionen af Episode VII ville finde sted i Storbritannien. Repræsentanter fra Lucasfilm mødtes med den britiske finansminister George Osborne for at aftale produktionen af Episode VII i Storbritannien. Osborne tildelte filmen 25 mio. GBP i offentlig støtte med henvisning til, at det fremmede britisk kultur og filmindustrien. Ifølge skatteregnskaberne endte filmen dog i sidste ende med at modtage 31,6 mio. GBP fra regeringen.
Fra september 2013 blev produktionssteder hos Bad Robot omdannet til optagelser af Episode VII, så en mindre del af optagelserne kunne finde sted i USA.
Kostumedesigner Michael Kaplan, der arbejdede sammen med Abrams på hans Star Trek-film, kom også til at arbejde på Episode VII. Filmklipperne Maryann Brandon og Mary Jo Markey, der ligeledes har arbejdet sammen med Abrams længe, kom også til at arbejde med. I august 2013 blev det annonceret, at fotografen Daniel Mindel ville optage filmen på 35 mm film, nærmere betegnet Kodak 5219. I oktober 2013 blev det sat navne på en række andre medarbejdere, herunder lyddesigner Ben Burtt, fotografen Daniel Mindel, produktionsdesignere Rick Carter og Darren Gilford, kostumedesigner Michael Kaplan, special effects supervisor Chris Corbould, re-recording mixer Gary Rydstrom, supervising sound editor Matthew Wood, visual effects supervisor Roger Guyett og producenterne Tommy Harper og Jason McGatlin.

### Casting
Castingen begyndte omkring august 2013, hvor Abrams mødtes med potentielle skuespillere, for at snakke sammen, læse manuskript og foretage prøver. Der blev holdt åbne auditions i Storbritannien, Irland og USA i november 2013 for rollerne som "Rachel" og "Thomas". Castingen begyndte for alvor i januar 2014 som følge af Kasdan og Abrams' ændringer af manuskriptet. Prøver med skuespillere fortsatte til indtil i hvert fald tre uger før den officielle annoncering den 29. april 2014, idet den endelige beslutning om medvirkende havde fundet sted kun få uger før. Skuespillere, der havde været til prøve, indgik strenge aftaler, der forhindrede dem eller deres agenter i at kommentere på deres eventuelle involvering i filmen.
Lucas tilkendegav så tidligt som i marts 2013, at de tidligere medvirkende Carrie Fisher, Harrison Ford og Mark Hamill ville vende tilbage i den nye film, men det blev dog først bekræftet over et år senere. Casting af skuespillere til nye roller gav til gengæld anledning til megen spekulation, efter at filmen blev annonceret. Saoirse Ronan, Michael B. Jordan, Lupita Nyong'o og Frida Gustavsson bekræftede alle at have været til audition for filmen. Forskellige filmtidsskrifter rapporterede også overvejelser om Jesse Plemons som muligvis Luke Skywalkers søn, Adam Driver som en unavngiven skurk og Maisie Richardson-Sellers til en ukendt rolle. I marts 2014 sagde skuespilleren Dominic Monaghan i et interview, at Abrams var på udkig efter tre ukendte skuespillere til hovedrollerne i Episode VII, og at rygterne om større stjerner var usande.
Daisy Ridley blev valgt til filmen i februar 2014, og i slutningen af samme måned blev der indgået en aftale med Driver, der havde mulighed for at komme udenom sit arbejde med tv-serien Girls. I marts 2014 indledtes der samtaler med Andy Serkis og Oscar Isaac, der fortsatte til ind i april 2014. I april 2014 begyndte der ligeledes samtaler med John Boyega. Denis Lawson, der spillede Wedge Antilles i den oprindelige trilogi, blev bedt om at gentage sin rolle, men afslog med henvisning til, at det ville have "kedet" ham.
29. april 2014 annonceredes listen over medvirkende officielt sammen med et billede af dem siddende omkring et bord hos Pinewood Studios nær London i færd med deres første gennemlæsning af manuskriptet. Med uret rundt sad instruktøren Abrams, Ford, Daisy Ridley, Fisher, Peter Mayhew, producenten Bryan Burk, Lucasfilms bestyrelsesformand og producent Kathleen Kennedy, Domhnall Gleeson, Anthony Daniels, Hamill, Andy Serkis, Oscar Isaac, John Boyega, Driver og forfatteren Lawrence Kasdan. Ikke med på billedet, men en del af rollelisten, var Max von Sydow og Kenny Baker. Det var oprindeligt meningen, at annonceringen skulle være sket 4. maj (Star Wars Day), men af frygt for presselæk blev den annonceret nogle dage før. I juni 2014 blev Lupita Nyong'o og Gwendoline Christie føjet til listen over medvirkende.
Som forberedelse til sin rolle lod Hamill sit skæg vokse ud og fik tildelt en personlig træner og en ernæringsekspert efter ønske fra producenterne, der ønskede, at han skulle ligne en ældre Luke. Fisher fik også tildelt en personlig træner og en ernæringsekspert som forberedelse til hendes rolle. For C-3PO's skuespiller Anthony Daniels vedkommende havde Abrams oprindelig i sinde blot at bruge ham som dubber, men Daniels valgte også at spille rollen fysisk, så det endte med, at produktionsholdet lavede en ny C-3PO-dragt til ham. I Reys vision efter at hun opdager Lukes lyssværd, skulle der havde været et flashback, hvor Robert Boulter skulle have spillet Luke, som han så ud i sin duel med Vader i Star Wars Episode V: Imperiet slår igen, men det kom ikke med i filmen.
I maj 2014 annoncerede Abrams en bidragskonkurrence til fordel for UNICEF fra optagelsesstedet Abu Dhabi. Den udvalgte vinder fik lov til at besøge optagelserne, møde medvirkende og selv være med i filmen. I oktober 2014 annoncerede Warwick Davis, der spillede Wald og Weazle i Star Wars Episode I: Den usynlige fjende og ewoken Wicket i Star Wars Episode VI: Jediridderen vender tilbage, at han ville være med i The Force Awakens, men nævnte ikke hvilken rolle han spillede. I november 2014 bekræftede Debbie Reynolds, at Fishers datter Billie Lourd ville være med i filmen.

## Optagelser
I februar 2014 sagde Abrams, at optagelserne ville begynde i maj og vare omkring tre måneder. Den officielle udmelding kom 18. marts, hvor Disney og Lucas oplyste, at de primære optagelser ville starte i maj med base hos Pinewood Studios. I marts blev det desuden afsløret, at der ville finde forudgående optagelser sted i Island i form af landskabsoptagelser til scenerier i filmen. Den 2. april bekræftede Walt Disney Studioes bestyrelsesformand Alan F. Horn, at optagelserne var begyndt i hemmelighed ved Liwa Oasis i emiratet Abu Dhabi i Forenede Arabiske Emirater af et sekundært hold. Senere samme måned blev det afsløret, at udover 35 mm film ville dele af filmen blive optaget i 65 mm IMAX-format. Den 8. juli rapporterede Bad Robot yderligere på Twitter, at filmen i hvert fald delvist ville blive optaget med IMAX-kameraer.
På Star Wars Day i begyndelsen af maj 2014 udsendte studiet en selfie taget af Bob Iger med Chewbacca. Iger oplyste, at billedet var taget taget to uger før under et besøg hos Pinewood Studios for at diskutere optagelserne, "der var lige ved at begynde", med Abrams, Kennedy og Horn. De primære optagelser startede i Abu Dhabi 16. maj 2014. Abrams og skuespillere var i forvejen taget til dertil i begyndelsen af maj, hvor store kulisser blev bygget på stedet, herunder en rumfærge-lignende rumskib, et højt tårn og et stort marked, mens sprængstof blev brugt til at skabe et "blaster-krater". Skuespillere blev set omkring stedet, mens de prøvede køretøjer, de ville bruge under optagelserne. Produktionen flyttede til Pinewood Studios i juni.
12. juni brækkede Harrison Ford sit ben under optagelser hos Pinewood, da en hydraulisk dør på sættet med Tusindårsfalken faldt ned over ham, hvorefter han blev sendt på hospitalet. Produktionen blev suspenderet i to uger for at kompensere for Fords skade. Fords søn Ben oplyste, at optagelserne måske måtte ændres lidt, så Ford kun blev filmet fra livet og op et kort stykke tid, mens han kom sig. Uheldet ville imidlertid, at Abrams også blev kvæstet, da han overanstrengte sig, mens han hjalp til med at løfte døren, efter at Ford blev kvæstet. Abrams holdt det imidlertid for sig selv og fortalte ingen om det i over en måned.
I juli 2014 fandt der optagelser sted over tre dage ved øen Skellig Michael udfor County Kerrys kyst i Irland med skuespillere, der inkluderede Mark Hamill og Daisy Ridley. Samme måned blev der desuden foretaget landskabsoptagelser til planeten Takodana i Lake District i det nordvestlige England. I begyndelsen af august 2014 blev produktionen blev sat på hold i to uger, så Abrams kunne omarrangere optagelserne i Fords fravær. Produktionen blev genoptaget i midten af august med en helt rask Ford. I september 2014 blev RAF Greenham Common-militærbasen i Berkshire nær Pinewood Studios brugt til optagelser med flere af rumskibene fra Star Wars-universet. Puzzlewood i Forest of Dean blev benyttet til skovscener. De primære optagelser sluttede 3. november 2014.
En af kunstnerne på filmens storyboard, Simon Duric, fortalte senere: "Sikkerheden på filmen var en udfordring. Manuskriptet var låst inde i et pengeskab. Ved det meste arbejde på film kan du arbejde ved dit skrivebord med et eksemplar af manuskriptet hos dig. På den her kunne du ikke. Det er fint, men det var nogle gange besværligt. Vi havde folk der fløj med droner over Pinewood Studios og prøvede at tage billeder. Det var tosset. Hvis en effekt skulle flyttes, måtte vi dække dem ind i en stort sort presenning. Vi fik at vide i en e-mail, at vi skulle passe på droner."

### Efterarbejde
Kathleen Kennedy oplyste, at filmen ville bruge virkelige lokaliteter og skalamodeller frem for computergenerede scener. Rian Johnson, instruktør på Episode VIII, gentog, at Abrams ville bruge mindre CGI og flere praktiske traditionelle specialeffekter og sagde: "Jeg tror, at folk er på vej tilbage til de praktiske effekter. Det føles som om der er en form for tyngdekraft, der trækker os tilbage til det. Jeg tror at flere og flere rammer et kritisk punkt, når det gælder den CGI-drevne actionscene, der støtter sig til et helt specifik type actionscene, hvor de fysiske love går tabt, og hvor det bliver for stort for hurtigt." Abrams' intentioner med at prioriterer fysiske special effects var at genskabe den visuelle realisme og autenticitet fra den oprindelige film, Star Wars Episode IV: Et nyt håb. Til den ende blev droiden BB-8 udviklet som en fysisk rekvisit af Disney Research i samarbejde med Sphero, bygget af special effect-skaberen Neal Scanlan og kontrolleret live under optagelserne med skuespillerne. Holoskak-sekvensen blev lavet med stop-motion under ledelse af Tippett Studio og kontrolleret af Phil Tippett, der havde arbejdet på den tilsvarende sekvens i Star Wars Episode IV: Et nyt håb.
I februar 2014 annoncerede Industrial Light & Magic (ILM) planer om at åbne en afdeling i London og citerede Disneys Star Wars-film som en katalysator for udvidelsen. ILM's afdeling i Vancouver arbejdede også med specialeffekter til filmen.
Abrams overvågede efterproduktionen og redigeringen af filmen hos Bad Robot Productions' hovedkvarter i Santa Monica. I den forbindelse blev der lavet nogle ændringer af plottet for at gøre filmen enklere, hvilket indebar, at nogle scener, der blev vist i trailers, blev fjernet. Abrams udtalte i den forbindelse, at "På et tidspunkt skulle Maz fortsætte med figurerne tilbage til Modstandsbevægelsens base, men vi indså, at hun ikke rigtig havde noget at gøre der udover at være der." Andet arbejde med filmen bestod i at konvertere den til 3D. I august 2015 anslog Abrams filmens spilletid til 124-125 minutter. I den endelige version blev den på 138 minutter.
Filmens titel blev annonceret officielt den 6. november 2014 som Star Wars: The Force Awakens. I modsætning til de tidligere film indgår episodenummeret med romertal ikke i titlen, men betegnelsen Episode VII fremgår dog stadig af teksten i starten af filmen. I december 2015 afslørede Pablo Hidalgo, den kunstneriske leder hos Lucasfilm Story Group, der står for kanon i Star Wars-universet, at den længst benyttede arbejdstitel for filmen var Shadow of the Empire.

### Musik
I juli 2013 blev det bekræftet, at John Williams ville komponere musikken. I første omgang benyttedes dog bearbejdede udgaver af hans tidligere kompositioner til de første to trailere. Det egentlige arbejde for ham begyndte i december 2014, og efter at have arbejdet dagligt var han kommet gennem det meste af filmen i juni 2015. I maj 2015 fortalte Williams, at han ville vende tilbage til temaerne fra de tidligere film, så som dem for Luke, Leia og Han, på måder der "vil føles meget naturlige og lige på de tidspunkter, vi har valgt til at citere dem. Der er ikke mange af dem, men der nogle få, som jeg synes er vigtige, og som i høj grad vil føles som en del af helheden på en positiv og konstruktiv måde." Om det at vende tilbage til Star Wars-universet tilføjede Williams: "Det hele er en fortsættelse af et oprindeligt sæt af ideer. Det er lidt som at tilføje afsnit til et brev, der har været på vej i flere år. Ved at starte på en helt ny film, en historie jeg ikke kender, figurer jeg ikke har mødt, bliver hele min tilgang til at skrive musik fuldstændig anderledes - prøve at finde en identitet, prøve at finde musiske måder at identificere en figur på, hvis det er nødvendigt, og så videre." Han afslørede også, at det at arbejde sammen med Abrams mindede meget om processen, han havde været igennem med Lucas i de tidligere film.
Optagelserne begyndte 1. juni 2015 hos Sony Pictures Studios' Barbra Streisand Scoring Stage i Culver City med William Ross som dirigent af det meste af musikken. Williams var selv til stede og dirigerede de resterende optagelser. Williams fortalte, at processen var "meget luksuriøs" med 12 sessioner over en femmåneders periode fra juni til november. Optagelserne blev foretaget med Hollywood Studio Symphony, et freelance orkester med 90 medlemmer. De indspillede 175 minutters musik, men næsten en time af dem blev kasseret, ændret eller optaget på ny, efterhånden som Abrams redigerede filmen. Williams' tema for Snoke blev optaget med et 24 mand stort kor. Optagelserne var færdige 14. november 2015. Filmens soundtrack blev udgivet af Walt Disney Records 18. december 2015. I selve filmen kom Williams' musik til at omfatte mere end to timer.
Lin-Manuel Miranda og Abrams stod for musikken til filmens kantinescene i stil med Mos Eisley Cantina fra Star Wars Episode IV: Et nyt håb. Abrams mødte Miranda ved en opførelse af hans Broadway-musical Hamilton, hvor Miranda spøgende tilbød at komponere kantinemusikken, hvis det skulle blive nødvendigt. Hvad Miranda ikke vidste var imidlertid, at Williams allerede havde fortalt Abrams, at han ikke ønskede at komponere musikken til den scene, men i stedet ville fokusere på orkestermusikken til filmen. Abrams kontaktede så Miranda, og de to begyndte så at arbejde sammen om musikken til scenen over en to måneders periode.

## Premiere
Star Wars: The Force Awakens havde premiere i Los Angeles i TCL Chinese Theatre, El Capitan Theatre og Dolby Theatre den 14. december 2015 med deltagelse af mere end 5.000 gæster. Filmen fik efterfølgende premiere i 12 lande, herunder Danmark, Frankrig, Italien, Filippinerne og Thailand, 16. december; i Storbritannien, Mexico og yderligere lande i Europa, Asien, Sydamerika og Oceanien 17. december; og i Nordamerika, Japan, Spanien og Venezuela 18. december i 3D og IMAX 3D. Den fik desuden premiere i Indien 25. december og i Kina 9. januar 2016.
I Nordamerika fik filmen den hidtil største premiere for december med over 4.134 biografer, heraf 3.300 med 3D, rekordsættende 392 IMAX-lærreder (heraf 13 med 70 mm-film), 451 premium large format-lærreder, 146 D-Box-steder, samt udgivelse i Dolby Vision-formatet (High dynamic range, Rec. 2020 color) i Dolby Cinema. På verdensplan blev den vist i 940 IMAX-biografer, hvilket var ny rekord. Fra 18. december 2015 optog den alle IMAX-lærreder i Nordamerika i fulde fire uger frem til 14. januar 2016. Det var første gang siden Warner Bros. Pictures' Hobbitten-trilogien, at en film fik premiere på den måde.
Forsalget af billetter til filmen begyndte 19. oktober 2015 med en så stort efterspørgsel, at flere hjemmesider med salg af billetter gik ned. Vue Cinemas, Storbritanniens trediestørste biografkæde, solgte 45.000 billetter på 24 timer, heraf 10.000 på 90 minutter, en rekord for kæden. Også IMAX satte rekord med et forsalg af billetter til en værdi af 6,5 mio. USD på en enkelt dag. IMAX havde ellers aldrig før registreret mere end 1 mio. USD for forsalg på en enkelt dag. I alt blev der solgt billetter i forvejen for over 50 mio. USD, hvorved filmen slog de hidtidige rekorder, som The Hunger Games og The Dark Knight Rises havde sat med 25 mio. USD i 2012. På premieredagen 14. december 2015 var salgstallene oppe på 100 mio. USD inklusive 50-60 mio. USD for forsalg. Forsalget dækkede dog ikke kun åbningsweekenden, som Fandangos direktør Paul Yanover påpegede: "Folk har lagt billetter til side til forestillinger i januar, uger efter den store åbning... Vi har folk der har købt Star Wars [The Force Awakens] til ind i 2016. Det er ikke bare et åbningsweekend-fænomen." Filmen satte tilsvarende rekord for forsalg i Storbritannien, Canada og Tyskland.
I Malaysia blev filmen som den første engelske film også dubbet på tamil.
Filmen var den første Star Wars-spillefilm, der ikke blev distribueret til biograferne af 20th Century Fox, hvis logo og fanfare derfor heller ikke indleder filmen. I stedet er den første til at blive distribueret af Walt Disney Studios Motion Pictures. Kort efter Disneys overtagelse af Lucasfilm blev det indikeret, at den da unavngivne film ville blive markedsført under betegnelsen "Disney/Lucasfilm" i stil med de Pixar-producerede, der distribueres af Disney under betegnelsen "Disney/Pixar". I sidste ende valgte man dog stort set at undlade Disneys logo i markedsføringen og nøjedes med at indlede filmen med Lucasfilms logo. Disneys bestyrelsesformand forklarede ændringen med, at det var "for fansene". Walt Disney Studios Motion Pictures bliver dog krediteret for distribution til slut i filmen.

### Marketing
Disney støttede Star Wars: The Force Awakens med omfattende markedsføring. Deadline Hollywood anslog værdien af det til 175 mio. USD. Den første trailer for filmen blev offentliggjort af Lucasfilm den 28. november 2014 og blev vist i udvalgte biografer i USA og Canada og i biografer verden over i december 2014. Den blev også offentliggjort på iTunes Store og på YouTube, hvor den satte rekord med 58,2 mio. visninger den første uge. Kritikerne gav de korte optagelser en positiv sammenligning med den oprindelige trilogi. The Hollywood Reporter kaldte traileren for "perfekt potent nostalgi" og roste dens blanding af gammelt og nyt. Empire var imponeret over kontinuiteten med de første film - "følelsen af klassisk Star Wars" - men bemærkede fraværet af Hamill, Ford og Fisher og spekulerede over de nye figurers betydning. The Guardian skrev, at brugen af John Williams' Star Wars-fanfare forstærkede loyaliteten overfor brandet blandt fans.
Den 11. december 2014 præsenterede J.J. Abrams og Lucasfilms bestyrelsesformand en serie på otte fingerede byttekort, der afslørede navnene på flere af figurerne i den kommende film: Poe Dameron (spillet af Oscar Isaac), Rey (spillet af Daisy Ridley), Finn (spillet af John Boyega) og den kugleagtige droide BB-8. Desuden fremgik det at en kappeklædt person med et lyssværd vist i den første trailer hed Kylo Ren, men hvem der spillede rollen blev dog ikke offentliggjort ved den lejlighed.
Den anden trailer for filmen blev vist 16. april 2015 under åbningen af den årlige Star Wars Celebration i Anaheim i Anaheim i Californien. Kathleen Kennedy fra Lucasfilm sagde, at reaktionen på traileren var "forbløffende - hele rummet med næsten ottetusind mennesker kom bare på fødderne og skreg, jeg mener, jeg kan ikke komme på andet, jeg har været med til - andet end en rockkoncert - der føltes ligesom det her." Begivenheden blev sendt live af Verizon på YouTube, Starwars.com og i biografer. Traileren viste mange af de nye figurer og de første optagelser med Chewbacca og Han Solo. The Huffington Post's Graham Milne skrev, at traileren "var en bekræftelse af noget, som vi længe havde fået at vide aldrig ville ske. Det var en gave. Det var belønningen for at tro. Det var på tide." Traileren blev ifølge Kathleen Kennedy vist over 88 mio. gange indenfor de første 24 timer efter offentliggørelsen og slog derved rekorden på 62 mio. for Fast & Furious 7 i november 2014. Ifølge Guinness Rekordbog satte den anden trailer ny verdensrekord som den "mest sete filmtrailer på YouTube på 24 timer" med 30,65 mio. visninger.
Vanity Fair var det første magasin til at udgive en udgave dedikeret til The Force Awakens. Magasinet, der blev udgivet 7. maj 2015, bragte nye interviews og billeder af skuespillerne taget af Annie Leibovitz.
Ved San Diego Comic-Con International i 2015 var der et panel med mange af skuespillerne og et kig bag kulisserne med fremhævning af brugen af fysiske kulisser og effekter til filmen. Det blev positivt modtaget, og Nigel M. Smith fra The Guardian fastslog, at "Featurettens vinkel er stærk og når fans af de oprindelige film på en utrolig intens måde. Den klarer også på udspekuleret vis at antyde Fishers nye udseende som Leia og Simon Peggs mystiske involverering som angiveligt rumvæsen i filmen uden faktisk at vise skuespillerne i aktivitet." Smith sammenlignede filmens marketingsstrategi med en anden af Abrams film, Super 8; "Reklamerne... gør sig bemærkede ved hvad de antyder, ikke hvad de afslører."
Walt Disney Studios og Lucasfilm præsenterede et kig på The Force Awakens ved Disneys D23 Expo i august 2015. Drew Struzan, der designede plakaterne til de tidligere Star Wars-film, lavede en plakat for filmen, der blev givet som minde til de besøgende. Den egentlige biografplakat for filmen blev offentliggjort af Lucasfilm i oktober 2015 sammen med en tredje trailer. Det bemærkedes, at Luke Skywalker manglede på plakaten, der til gengæld afslørede en hidtil uset dødsstjerne-lignende "kugle". Om traileren sagde Lizo Mzimba fra BBC: "Måske er den mest bemærkelsesværdige ting ved den endelige trailer før filmens premiere hvor lidt af historien den afslører." Robbie Collin fra The Daily Telegraph følte at traileren var "en perfekt blanding af gammelt og nyt, holdende den gammeldags Star Wars-æstetik." Traileren blev set 128 mio. gange på 24 timer globalt, en ny rekord for den mest sete trailer på 24 timer. Heraf stammede de 16 mio. fra den første visning, der fandt sted i halvlegen ved Monday Night Football før offentliggørelsen online.
6. november blev der udgivet en japansk trailer for filmen. Efter at have set den nye trailer bemærkede Ollie Barder fra Forbes, at traileren gav ham "håb" om, at filmen ikke "vil skuffe os alle som forgængerne gjorde... [med] en historie der er umagen værd denne gang."
17. december 2015 viste udvalgte biografer spredt udover USA og Canada et Star Wars Marathon med de seks tidligere Star Wars-film i 2D, efterfulgt af The Force Awakens i 3D. For utålmodige fans annoncerede Air France i slutningen af oktober en "fly og biograf"-pakke, hvor kunder der bookede bestemte flyafgange til Paris, fik transport til en biograf for at se filmen, idet Frankrig var en af de første steder, den fik premiere. 23. november 2015 blev der annonceret et partnerskab med Google, hvor søgemaskinens brugere kunne vælge at tilslutte sig enten den lyse eller den mørke side, hvilke ville påvirke deres søgeresultater. Desuden gik Disney sammen med Verizon om at skabe en virtual reality-oplevelse for Google Cardboard.

### Merchandise
I forbindelse med premieren på filmen blev der udgivet over 20 bøger og e-bøger fra Del Rey og Disney-Lucasfilm-forlag og tegneserier fra Marvel Comics under titlen "Journey to Star Wars: The Force Awakens". Alle udgivelserne er kanoniske i Star Wars-universet.
Den første roman, Star Wars: Aftermath, blev udgivet i september 2015 og er skrevet af Chuck Wendig. Historien foregår kort efter slutningen på filmen Return of the Jedi og omhandler konsekvenserne af kejser Palpatine og Darth Vaders død, magttomrummet i imperiets herskerskab over galaksen og oprørernes handlinger i de efterfølgende måneder. Romanen er den første i en trilogi, der dækker over tidsrummet i Star Wars-universet fra den oprindelige filmtrilogi og frem til The Force Awakens. Alan Dean Foster, der i sin tid skrev en roman baseret på Star Wars Episode IV: Et nyt håb, skrev også en roman baseret på Star Wars: The Force Awakens, der blev udgivet som e-bog 18. december 2015. I et forsøg på at forhindre detaljer fra filmens handling i at komme frem før premieren, blev udgivelsen af den trykte udgave af bogen udskudt til januar 2016. Filmen blev også omsat til en tegneserie i seks dele, der blev udgivet af Marvel Comics fra juni til november 2016.
Lucasfilm og Disney Consumer Products annoncerede desuden, at den 4. september 2015 ville blive "Force Friday", hvor det officielle salg af al merchandise for The Force Awakens ville begynde. Fra et minut over midnat kunne fans købe legetøj, bøger, tøj og produkter hos Disney Store og andre forhandlere verden over. Disney og Maker Studios stod for 18 timers live streaming på YouTube med præsentation af forskellig merchandise fra 3. september 2015. Blandt produkterne var en fjernstyret BB-8 udviklet af Sphero. Sphero havde deltaget i et Disney-drevet program for nye virksomheder i juli 2014 og var blevet inviteret til et privat møde med Disneys administrerende direktør Bob Iger, hvor de var blevet vist billeder og tegninger af BB-8 før dens officielle offentliggørelse. Det var det dog ikke alle, der fik glæde af, for mange forhandlere var underforsynede til "Force Friday".

### Videospil
Der blev ikke udgivet noget traditionelt videospil i direkte tilslutning til Star Wars: The Force Awakens. I stedet blev udvalgte figurer, scener og/eller lokaliteter del af andre Star Wars-spil.
Figurer fra filmen blev tilføjet til en opdatering til mobilspillet Star Wars: Galaxy of Heroes, der bliver udgivet til iOS og Android af Electronic Arts. Fri download til samme firmas Star Wars Battlefront gjorde det muligt for spille at kæmpe på Jakku, hvor det galaktiske imperium kæmpede sit sidste slag ved afslutningen på den galaktiske borgerkrig. En opdatering til mobilspillet Star Wars Commander, udgivet af Disney Mobile til iOS, Android og Windows Store, gjorde det muligt for spillere at kæmpe på planeten Takodana under den galaktiske borgerkrig. En opsummeret udgave af filmens plot blev en tilføjelse til spillet Disney Infinity 3.0, der gjorde det muligt at spille med Finn, Rey, Poe Dameron og Kylo Ren.
Endelig blev der udgivet et fuld Lego-videospil baseret på filmen med titlen Lego Star Wars: The Force Awakens af Warner Bros. Interactive Entertainment til Android, iOS, Microsoft Windows, Nintendo 3DS, PlayStation 3, PlayStation 4, PlayStation Vita, Wii U, Xbox 360 og Xbox One i sommeren 2016. Udover at inddrage hele filmen indeholder spillet også bonusniveauer, der gør det muligt at spille nogle få år før filmens start.

### Hjemmevideo
Walt Disney Studios Home Entertainment udgav Star Wars: The Force Awakens via download og Disney Movies Anywhere 1. april 2016 og på blu-ray og dvd 5. april 2016. Udgivelsen indeholder yderligere optagelser. Inden udgivelsen blev filmen lækket på internettet 23. marts 2016 og downloadet illegalt mere end to millioner gange i løbet af tolv timer. I den første uge efter udgivelsen blev der solgt 669.318 dvd'er og 3,4 mio. blu-ray med filmen, hvilket gjorde den til den mest solgte i begge formater i USA. I alt blev der solgt 2,1 mio. dvd'er og 5,9 mio. blu-ray med filmen, hvilket samlet indbragte 191 mio. USD.
15. november 2016 blev der udgivet en samlerudgave med al indholdet fra de tidligere udgivelser samt forskelligt ekstra indhold, herunder nye slettede scener og et kommentarspor af J.J. Abrams. Samlerudgaven omfattede en blu-ray 3D, normal blu-ray, dvd og digital kopi af filmen samt en yderligere blu-ray-skive til ekstra indhold. 12. november 2019 blev filmen udgivet i 4K HDR og Dolby Atmos på The Walt Disney Companys streamingtjeneste Disney+. Et 4K Ultra HD Blu-ray-bokssæt med alle ni film i Star Wars-sagaen blev udgivet 31. marts 2020.

## Modtagelse

### Forventninger
Filmens budget var på 306 mio. USD hvortil kom marketing, distribution og udgivelse på hjemmevideo, hvilket anslås at bringe de samlede udgifter op i 423 mio. USD. På den baggrund var der forhånd lagt op til, at filmen skulle blive et hit.
I april 2015, otte måneder før filmens premiere, anslog The Hollywood Reporter og Amboee Brand Intelligence, at filmen ville tjene op til 540 mio. USD ved åbningen og dermed slå rekorden for den største premiere på verdensplads, en rekord som Jurassic World i mellemtiden forbedrede, da den indbragte 524,1 mio. USD efter sin premiere i juni 2015. Desuden forventedes filmen at slå premieren for den største premiere i USA, en rekord som Jurassic World ligeledes forbedrede med en indtjening på 208,8 mio. USD. De forventede også, at The Force Awakens ville få den hidtil mest omfattende premiere med 4.500 biografer i Nordamerika og dermed slå The Twilight Saga: Eclipses rekord fra 2010 på 4.468 biografer. Den fik dog "kun" premiere i 4.134 biografer, hvilket imidlertid var nok til at sætte rekord for december. Billetindtægtsanalytikeren Phil Contrino sammenlignede filmen med Avatar fra 2009, der lagde ud med 77 mio. USD i Nordamerika og endte med at tjene 2,8 mia. USD på verdensplan. Han tilføjede at, "Force Awakens vil ramme 1 mia. USD uden at blinke. Hvis den er rigtig god, vil den få over 2 mia. USD." I august 2015 anslog Deadline.com, at åbningsweekenden ville kunne indbringe 615 mio. USD på verdensplan, heraf 300 mio. USD i USA og Canada. Fremme i november 2015 lå forventningerne til åbningsweekenden på mellem 175 og 250 mio. USD. I december anslog analytikeren Barton Crockett før premieren, at filmen kunne blive den første til at indtjene over 3 mia. USD på verdensplan.
Analytikere pegede dog på, at der skulle tages højde for inflation, når der sammenlignedes med forgængerne, og at den første Star Wars-film tjente mere, når man gjorde det. Det bemærkedes desuden at de tre første film i serien var mere profitable i forhold til omkostningerne. Analytikeren Paul Dergarabedian pegede på, at selvom Avatar og The Force Awakens begge fik amerikansk premiere 18. december, så kunne de højere billetpriser i 2015 og visninger i IMAX med hans ord sende indtjeningen fra Star Wars op i stratosfæren. 23. december 2015, nogle dage efter premieren, fastslog Mark Hughes fra Forbes, at filmen havde levet op til de mest optimistiske forventninger til premieren, og han anslog at den formentlig ville overgå Titanic som alle tiders næstmest indbringende film. Han tilføjede at The Force Awakens også kunne overgå Avatar som den mest indbringende, men kun hvis den undgik væsentlige fald i billetsalget fra uge til uge.
13. januar 2016 konkluderede analytikere, at det var usandsynligt, at The Force Awakens ville overgå Avatars samlede indtjening. Men mens The Force Awakens havde stor succes i Nordamerika, gik det ikke helt så godt på mange andre markeder, så som Tyskland, Indien, Latinamerika og dele af Asien. Det forklaredes med, at de udenlandske biografgængere ikke har samme forhold til nostalgiske følelser for Star Wars som i USA. Star Wars har også traditionelt haft problemer med at slå igennem i Kina, hvorfor en del marketing for The Force Awakens var rettet kraftigt mod netop dette marked. Pamela McClintock fra The Hollywood Reporter bemærkede at i de markeder har Star Wars "ikke samme betydning som i Nordamerika. Den brænder også hurtigere ud, hvilket betyder at den formentlig ikke vil blive i biograferne lige så længe som Avatar."

### Indtjening
Star Wars: The Force Awakens indtjente 936,7 mio. USD i USA og Canada og 1,132 mia. USD i resten af verdenen, resulterende i en samlet indtjening på 2,068 mia. USD. Det gjorde den til den næstmest indbringende film fra Disney, den mest indbringende film i 2015 og nr. 4 på listen over alle tiders mest indbringende film. Den var film nr. 24 i biografhistorien til at tjene mere end 1 mia. USD på verdensplan og den på det tidspunkt hurtigste til at gøre det med kun 12 dage. Efter 53 dage rundede den 2 mia. USD som den kun tredje film til at gøre. Deadline.com anslog filmens profit til 923,8 mio. USD, når der var taget højde for alle udgifter, hvilket gjorde filmen til den mest profitable fra 2015 og de seneste syv år.
På det internationale marked blev filmen vist i over 30.000 biografsale. Den havde premiere i 12 lande 16. december 2015, hvor den tjente 14,1 mio. USD på åbningsdagen og alle steder kom den på førstepladsen fra starten, undtagen i Sydkorea og Vietnam hvor den kom på andenpladsen. Dagen efter spillede den i yderligere 42 lande, hvor den ligeledes kom på førstepladsen. Den internationale indtjening fra de første to dage løb op i 58,6 mio. USD. Den satte ny midnatsrekord for Storbritannien med 3,6 mio. USD. Den satte desuden rekord for en åbningsdag i Storbritannien, Irland og Malta (14,3 mio. USD), Tyskland (7,1 mio. USD), Australien (6,8 mio. USD), Sverige (1,7 mio. USD), Norge (1,1 mio. USD) og 16 andre lande. Andre lande med stor indtjening på åbningsdagen talte Spanien (3,5 mio. USD), Mexico (3,4 mio. USD), Italien (3,1 mio. USD) og Japan (3 mio. USD).
I USA og Canada fik filmen egentlig premiere 18. december 2015, hvor den lagde ud med en rekord på 57 mio. USD på premiereaftenen (inkl. indtægter fra 135 biografer der viste de seks forgående film som maraton sammen med Star Wars: The Force Awakens). 3D-visninger stod for 47 % af indtjeningen, mens IMAX stod for rekordsættende 5,7 mio. USD fra 391 sale. På åbningsdagen indtjente filmen 119,1 mio. USD fra 14.300 sale og satte dermed rekord for både en åbningsdag og en enkelt dag. Det er desuden første gang, at en film har indtjent mere end 100 mio. USD på en enkelt dag.
Efter fem dage havde filmen sat verdensrekord for en premiere med 529 mio. USD fra 74 lande, heraf 48 mio. USD fra IMAX. Det var kun anden gang i biografhistorien, at en film lagde ud med at indtjene mere end 500 mio. USD. Den første der præsterede det var Jurassic World, der som nævnt ovenfor havde premiere i juni 2015. 8. januar 2016, 22 dage efter premieren, var filmen blevet den mest indbringende til alle tider i Storbritannien og Irland. Den samlede indtjening fra udlandet passerede 1 mia. USD 17. januar 2016 som den første film fra Disney, den tredje fra 2015 og den femte til alle tider. De mest indbringende markeder udenfor Nordamerika var Storbritannien (180,7 mio. USD), Kina (124,5 mio. USD), Tyskland (109,7 mio. USD), Japan (92,6 mio. USD) og Frankrig (88,2 mio. USD) pr. 21. februar 2016. På hjemmemarkedet i USA og Canada blev filmen den første til at indbringe mere end 900 mio. USD, hvilket skete 5. februar 2006, 50 dage efter premieren.

### Kritik
The Force Awakens fik generelt positiv kritik, om end nogle anmeldere bemærkede, at handlingen mindede om Star Wars Episode IV: Et nyt håb (1977). Hjemmesiden Rotten Tomatoes samlede 437 anmeldelser og bedømte 92 % af dem til at være positive med en gennemsnitlig karakter på 8,3/10. Siden kritiske konsensus lød at "The Force Awakens er pakket med action og befolket med både kendte ansigter og frisk blod, den genkalder seriens tidligere storhed, mens den forsyner den med ny energi." Hos Metacritic fik den i gennemsnit 81 ud af 100 points baseret på 55 anmeldelser, indikerende "generelt bifald". På CinemaScore gav publikum filmen en gennemsnitlig karakter på A på en A+ fil F-skala.
Robbie Collin fra Telegraph gav filmen en bedømmelse fem ud af fem og skrev at "J.J. Abrams' film sætter ud for at vække Star Wars fra sin søvn og forbinde serien med dens længsel efter fortiden. At den opnår dette både umiddelbart og med glæde er måske den største lettelse i dette filmår." Peter Bradshaw fra Guardian gav den også fem ud af fem og skrev at den var "både et fortællemæssigt fremskridt fra de tidligere tre film og en skarpsindig, kærlig, ny generations reboot ... vanvittig, melodramatisk og sentimental selvfølgelig men spændende og sprængfuld af energi og med sin egen form for generøsitet." Justin Chang fra Variety skrev at filmen har "tilstrækkelig stil, momentum, kærlighed og omsorg til at vise sig uimodståelig for nogen, der på noget tidspunkt har kaldt sig fans." Richard Roeper fra Chicago Sun-Times gav filmen fire stjerner ud af fire og beskrev den som "et skønt, gysende, glædeligt, overraskende og hjertebankende eventyr." Tom Long fra The Detroit News skrev, at selvom nogle måske vil synes, at filmen minder for meget om den oprindelige Star Wars, så lader den "kejtetheden og den unødige klodsethed fra forgænger-filmene langt tilbage ... energien, humoren og den simple instruktion er blevet genindfanget." Associated Press kaldte den "basalt set det samme" som den oprindelige film, men "er det ikke det vi alle sammen ønskede alligevel?"
Ann Hornaday fra The Washington Post fandt, at filmen havde "nok nyt til at skabe endnu en kohorte af hårdkogte fans... The Force Awakens slår på alle de rigtige tangenter, emotionelt og fortællemæssigt, til at føles både familiær og opmuntrende ny." Christopher Orr fra The Atlantic kaldte filmen et "moset mesterstykke", der "måske er fuldstændig afledt" men "en fornøjelse ikke desto mindre." Lawrence Toppman fra The Charlotte Observer sagde, at Abrams "klarede det delikate balanceakt med klog hyldest til fortiden." Mick LaSalle fra San Francisco Chronicle gav filmen sin højeste vurdering og kaldte den "den bedste Star Wars-efterfølger til nu og en af de bedste film i 2015." Brian Viner fra The Daily Mail gav The Force Awakens fire stjerner ud af fem og skrev, at den "er en triumf af eskapisme og den mest oplivende film til nu i dette mægtige franchise." Frank Pallotta fra CNN Money fandt, at det var den bedste Star Wars-film siden den oprindelige trilogi, og at den "er bundet til at blive en filmoplevelse, der huskes længe af både fans og ikke-fans." Jack Bottomley fra Starburst gav filmen topkarakter med ordene: "Det er en unik blockbuster-oplevelse, der fejrer franchiset lige fra gamle glæder til nye twists, samtidig med at den også udvider det."
Andre anmeldere fandt dog, at filmen mindede for meget om de tidligere Star Wars-film. Andrew O'Hehir fra Salon skrev, at filmen var "resultatet af arbejdet for en talentfuld mimer eller bugtaler, der kun lige kan dække over det, at han ikke har mere at sige." Stephanie Zacharek fra Time skrev, at "et stykke hen ad vejen begynder Abrams at give alt det vi forventer i stedet for de tågede vidundere, vi ikke vidste, at vi ønskede" Scott Mendelson fra Forbes bemærkede, at filmen var i top i værdier og havde en stærk fornemmelse af størrelse og mål, men at den var lige så meget "en øvelse i fanservice, så det kun er på grund af de nyes karisma og talent samt J.J. Abrams' ubestridelige talent som visuel historiefortæller, at fortællingen ikke direkte ødelægger billedet." Brian Merchant fra Motherboard skrev, at "Science fiction forventes at være om at udforske det ukendte, ikke et opkog af det velkendte (...) en af det 20. århundredes mest skamløst kreative foretagender er gjort til endnu en for det meste underholdende men hovedsageligt forglemmeligt Hollywood-reboot." Megan Peters fra ComicBook.com bemærkede til gengæld, at der var påfaldende ligheder med Hayao Miyazakis animefilm Nausicaä - fra vindenes dal fra 1984.
J.J. Abrams besvarede kritikken med "Jeg kan forstå, at nogle måske vil sige 'åh, det er en komplet plagiat' ... Det at historien gentager sig, tror jeg, var en åbenlys og bevidst ting." Han argumenterede desuden med, at filmen "var nødt til at gå lidt tilbage ind på kendt område" for at introducere de nye figurer. Da Abrams blev konfronteret med Lucas' kritik af, at filmen mindede for meget om de tidligere film, svarede han at "Det vigtige for mig var at introducere helt nye figurer ved at bruge forhold, der dækkede den historie vi kender, for at fortælle en historie, der er ny - at gå tilbage for at gå frem." Abrams undskyldte dog for Chewbacca og Leias møde efter Han Solos død, hvor Han Solos bedste ven og enke ignorerer hinanden, mens Leia i stedet giver Rey, som hun møder for første gang, et knus. I Johnsons efterfølger Star Wars: The Last Jedi giver Leia Chewbacca et knus til sidst som en undskyldning for denne forglemmelse. Senere sagde Abrams at han havde "ønsket, at der var blevet Lucas' yndlingsfilm", og at han var taknemmelig for Lucas samtidig med, at han forstod dennes kritik med, at filmen mindede meget om Star Wars Episode IV: Et nyt håb. Abrams sagde også, at scenen hvor Starkiller Base tilintegør et solsystem ville have haft samme følelsesmæssige betydning, som da Dødsstjernen tilintetgør planeten Alderaan i den oprindelige film, hvis han havde beholdt scener med en figur, som Leia havde kontakt med, før vedkommende dør på en af planeterne i solsystemet.
Johnsons første reaktion på manuskriptet til Star Wars: The Force Awakens medførte nogle mindre ændringer af slutningen. Ifølge Abrams forbedrede de filmen og fik den til at passe bedre med Star Wars: The Last Jedi. Abrams havde tænkt sig, at BB-8 skulle hjælpe Rey med at finde Luke, men Johnson fik det ændret til R2-D2, fordi det er Lukes droid, og fordi BB-8, der tilhører Poe, ikke kender Luke. Desuden ville Abrams' slutning have vist Rey finde Luke i færd med at løfte sten med kraften, men det blev ændret, fordi Johnsons plot omfattede, at Luke havde afskåret sig selv fra kraften. I et interview i 2019 fortalte Abrams desuden, at Johnson havde rådet ham til "ikke bare at gøre noget, du har set før". Abrams sagde også, at han kunne lide Snokes død i efterfølgeren, og at Johnsons modige håndteringen af filmen og navnlig Snokes død havde inspireret ham til selv at være mere original, da han vendte tilbage for at lave Star Wars: The Rise of Skywalker. Derudover fortalte Abrams fortalte, at han ikke regnede med at udgive alternative udgaver af sin film.

### Præmieringer
Nomineringerne til flere af årets priser fandt sted før premieren på Star Wars: The Force Awakens i december, hvilket blandt andet gjorde, at den ikke kunne vælges til de 73. Golden Globe Awards. Filmen blev dog tilføjet de 21. Critics' Choice Movie Awards liste over nomineringer til bedste film efter en særlig afstemning i bestyrelsen af instruktører, og annonceringen af American Film Institute Awards for 2015 blev udskudt til efter premieren på The Force Awakens, der blev udnævnt til en af årets ti bedste film.
Filmen modtog fem nomineringer til Oscaruddelingen 2016 for bedste musik, bedste lydredigering, bedste lyd, bedste klipning og bedste visuelle effekter. Ved de 69. British Academy Film Awards blev filmen nomineret i kategorierne bedste musik, bedste lyd og bedste scenografi og vandt i kategorien bedste visuelle effekter, mens John Boyega modtog Rising Star-prisen. Ved de 21. Critics' Choice Movie Awards blev filmen nomineret til bedste film. Den blev nomineret til syv Visual Effects Society Awards og vandt fire, herunder for bemærkelsesværdige visuelle effekter i en effektdreven film. Den fik flest nomineringer til 21. Empire Awards og vandt i de fem kategorier for bedste instruktør for J.J. Abrams, bedste nye mandlige skuespiller for John Boyega, bedste nye kvindelige skuespiller for Daisy Ridley, bedste sci-fi/fantasy og bedste visuelle effekter. Filmen blev desuden den med flest nomineringer i Saturn Awards historie, hvor den blev nomineret i 13 kategorier til de 42. Saturn Awards og vandt i de otte for bedste science fiction-film, bedste manuskript, bedste skuespiller for Harrison Ford, bedste birolle for Adam Driver, bedste musik, bedste special effekter, bedste klipning og bedste make-up.
Daisy Ridley og John Boyega modtog hver især flere nomineringer og priser for deres optrædener. De blev nomineret til bedste nye skuespillere af flere grupper af kritikere og organisationer, herunder Alliance of Women Film Journalists og Florida Film Critics Circle. Ved MTV Movie Awards fik The Force Awakens med 11 nomineringer flest af alle, herunder for årets bedste film, bedste kvindelige optræden for Ridley, bedste gennembrud for Boyega og bedste visuelle optræden for Lupita Nyong'o og Andy Serkis.